# Sebastian Rode
Sebastian Rode (phát âm tiếng Đức: [zeˈbasti̯a(ː)n ˈʁoːdə]; sinh ngày 11 tháng 10 năm 1990) là một cầu thủ bóng đá chuyên nghiệp người Đức thi đấu ở vị trí tiền vệ cho câu lạc bộ Eintracht Frankfurt tại Bundesliga.